# Jo Erens

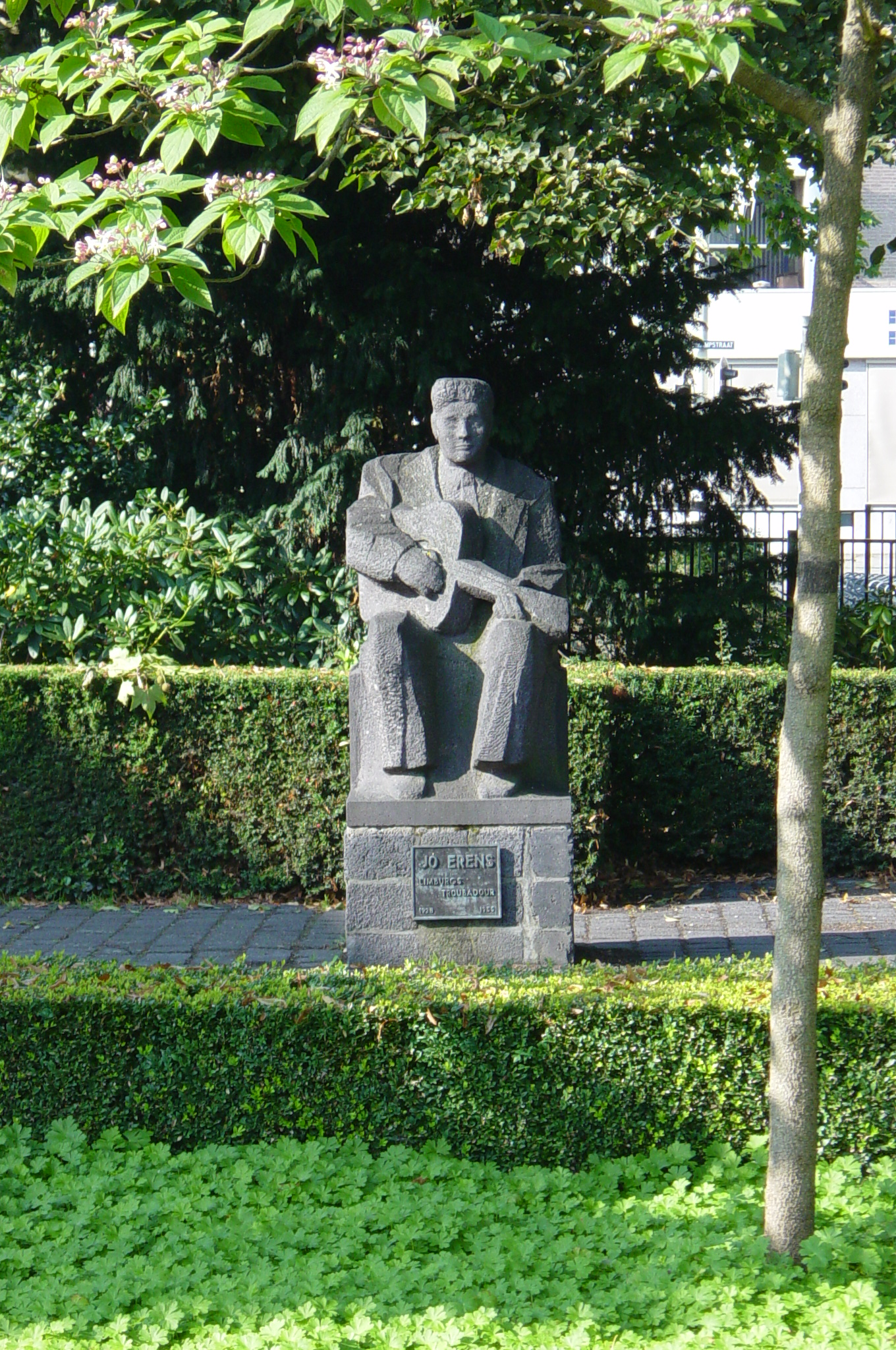
Skulptur Jo Erens in Sittard

Joseph Antonius Gertrud „Jo“ Erens (* 24. Februar 1928 in Sittard; † 21. Januar 1955 in Amersfoort) war ein niederländischer Sänger aus der Provinz Limburg. Er sang stets im Limburger Dialekt, wobei noch die lokale Sprachvariante seines Geburtsortes Sittard hineinwirkte. Bekannte Lieder sind u. a. Limburg allein (auch gelegentlich Zitterd allein) und Limburg mie landj. Er schrieb die Musik und den Text vieler seiner Lieder selber.

## Biografie
Erens wohnte am Rijksweg-Noord in Sittard. Sein Vater war Schreiner. Jo trat seit seiner Jugend bei den Sitzungen des örtlichen Karnevalsvereins De Marotte auf und wurde Mitglied des Sittarder Männerchors. Er erlangte mit seinen Liedern Beliebtheit auch im belgischen Teil Limburgs.
Erens wird zu den fünf großen Limburger Liedermachern („De Grote Vijf“) gezählt, die von den 1940er bis in die 1990er Jahre für die gesamte Region identitätsstiftend wirkten.
Neben seiner Tätigkeit als Mundartsänger konzentrierte er sich später auf den klassischen Gesang, für den er ans Konservatorium in Utrecht ging. Einige der klassischen Lieder Erens’ wurden vom limburgischen Komponisten Matty Niël (1918–1883) geschrieben, welcher bisweilen den Baritonsänger auf der Bühne begleitete. Das Stück Blues oder die Drie Kerstliederen (Drei Weihnachtslieder) stammen so aus seiner Feder. Erens trat einige Male bei der königlichen Familie im Palais Soestdijk auf.
Erens starb mit 27 Jahren am 21. Januar 1955 im Haus seiner Schwester an den Folgen einer Gehirnblutung. An seinem Begräbnis nahmen tausende Menschen aus dem belgischen und niederländischen Teil Limburgs teil."

## Nach dem Tode
Erens’ Geburtsstadt Sittard benannte einen Park nach ihm. In dessen Mitte stand seit 1981 eine Skulptur des Sängers, dargestellt mit einer Gitarre in seinen Händen und gestaltet vom Limburger Bildhauer Gène Eggen (1921–2000). 2017 wurde das Standbild innerstädtisch auf den Kloosterplein versetzt, gleichzeitig wurde der dortige ehemalige Kapitelsaal, heute ein öffentlicher Versammlungsraum für Vereine, nach dem Sänger benannt („Jochem Erenshoes“).
Kurz nach seinem Tod wurde der Jo Erens Priès ins Leben gerufen, der seitdem jährlich an Sänger der Limburger Region vergeben wird. Der erste Preisträger 1955 war Frits Rademacher (1928–2008), Sittarder wie der Namenspatron.
2006 nominierte der Lokalrundfunk Limburg 1 Erens innerhalb des Wettbewerbs „Grootste Limburger Aller Tijden“.
Sein Nachlass, darunter einige Goldene Schallplatten, gingen am 13. Oktober 2007 in das Archiv der Gemeinde Sittard-Geleen.
In der 2019 erstmals, auch vom an der Produktion beteiligten ZDF, ausgestrahlten belgischen Krimiserie Undercover, welche vorwiegend in belgischen Limburg spielt, werden zwei Musiktitel von Jo Erens verwendet: Limburg allein als Titelmusik und Als De Blaadjes Vallen innerhalb einzelner Folgen.

## Lieder von Jo Erens (Auswahl)
- Limburg mie landj
- Es de blaedjes valle
- ’t Krutske
- Ich kèn ein aardig maedje
- ’t Benkske in de sjeim
- Sjwerbelke
- Limburg allein
- Vrieësleidje
- Vaarwel mie limburgslandj
- Zefke Mols
- Lente in Limburg
- Jan Rattaplan
- Treeske